# Premis del Sindicat Nacional de l'Espectacle de 1964
Els vint-i-quatrens Premis Nacionals de Cinematografia concedits pel Sindicat Nacional de l'Espectacle corresponents a 1964 es van concedir l'1 de febrer de 1965 a Madrid. En aquesta edició els premis econòmics foren per 5 pel·lícules i 875.000 pessetes, i un total de 265.000 pessetes als premis al millor director, guió, actor i actriu principal, actor i actriu secundaris, fotografia, decorats i música. A més, Antes llega la muerte va rebre un premi de 100.000 pessetes al millor equip artístic. L'entrega fou presidida pel ministre d'Informació i Turisme Manuel Fraga Iribarne, del secretari general de Movimiento José Solís Ruiz, i el president del Sindicat José Farré de Calzadilla. Pel que fa als curtmetratges, es van entregar tres premis de 25.000 pessetes a Aventura de Api, Pelotari i Quijote ayer y hoy.

## Guardonats de 1964
| Categoria                | Premi       | Pel·lícula premiada         | Director                         |
| ------------------------ | ----------- | --------------------------- | -------------------------------- |
| Premi especial           | 250.000 pts | Franco, ese hombre          | José Luis Sáenz de Heredia       |
| 1r premi                 | 250.000 pts | Jandro                      | Juli Coll i Claramunt            |
| 2n premi                 | 150.000 pts | Vacaciones para Ivette      | José María Forqué                |
| 3r premi                 | 125.000 pts | El salario del crimen       | Julio Buchs García               |
| 4t premi                 | 100.000 pts | Maria Rosa                  | Armando Moreno                   |
| Millor director          | 45.000 pts  | José María Forqué           | Vacaciones para Ivette           |
| Millor guió              | 45.000 pts  | Vicente Coello i Pedro Masó | Vacaciones para Ivette           |
| Millor actriu            | 30.000 pts  | Aurora Bautista             | La tía Tula                      |
| Millor actor             | 30.000 pts  | José Suárez                 | La boda                          |
| Millor actriu principal  | 25.000 pts  | Julia Gutiérrez Caba        | Tiempo de amor                   |
| Millor actor principal   | 25.000 pts  | José Luis Ozores            | La hora incógnita                |
| Millor actriu secundària | 20.000 pts  | Ana María Noé               | Jandro                           |
| Millor actor secundari   | 20.000 pts  | Rafael Rivelles             | El señor de La Salle             |
| Millor fotografia        | 25.000 pts  | Alfredo Fraile              | El niño y el muro                |
| Millors decorats         | 20.000 pts  | José Antonio de la Guerra   | La boda                          |
| Millors música           | 20.000 pts  | Josep Solà i Sànchez        | Pyro... The Thing Without a Face |